# Мишел Девил
Мишел Девил (на френски: Michel Deville) е френски режисьор и сценарист. 

## Биография
От 20-годишна възраст Девил започва да работи като асистент-режисьор. Девил започва кариерата си като режисьор в края на 50-те години на 20 век, когато се ражда френската „Нова вълна“. Той не успява да постигне нивото на признание, което имат неговите съвременници Клод Шаброл, Франсоа Трюфо, Жан-Люк Годар, вероятно защото е снимал филми по традиционния начин. Въпреки това неговите филми (особено комедиите) са популярни през 70-те и 80-те години на миналия век в родната му Франция.
Френската преса сериозно започва да говори за Мишел Девил, когато той е на 40-годишна възраст - след филма „Бенджамин или Дневникът на Девата“ с участието на две звезди от различни поколения - Мишел Морган и Катрин Деньов.
Филмът му „Пътуване заедно“ през 1980 г. участва в конкурсната програма на 30-ия Международен филмов фестивал в Берлин. Пет години по-късно друг негов филм, „Смърт в една френска градина“, е показан на 35-ия Международен филмов фестивал в Берлин.

## Избрана филмография
| година | филм                  | оригинално заглавие                  | бележки |
| ------ | --------------------- | ------------------------------------ | ------- |
| 1961   | Тази вечер или никога | Ce soir ou jamais                    |         |
| 1968   | Бенжамен              | Benjamin ou les Mémoires d'un puceau |         |
| 1974   | Побеснелият овен      | Le mouton enragé                     |         |
| 1981   | Дълбока вода          | Eaux profondes                       |         |